# Tarja Filatov
Tarja Katarina Filatov, född 9 augusti 1963 i Tavastehus, är en finländsk socialdemokratisk politiker. Hon är ledamot av Finlands riksdag sedan 1995. Hon tjänstgjorde som Finlands arbetsminister i regeringarna Lipponen II, Jäätteenmäki och Vanhanen I åren 2000–2007.

## Utmärkelser
- Kommendörstecknet av Finlands Vita Ros’ orden[8]
- Kommendörstecknet av Finlands Lejons orden[8]

[Redigera Wikidata]